# Fissarena cuny
Fissarena cuny là một loài nhện trong họ Trochanteriidae. Loài này phân bố ở Nam Úc.